# Фаще (гміна Кулеше-Косьцельне)
Фаще (пол. Faszcze) — село в Польщі, у гміні Кулеше-Косьцельне Високомазовецького повіту Підляського воєводства.
Населення — 111 осіб (2011).
У 1975-1998 роках село належало до Ломжинського воєводства.

## Демографія
Демографічна структура станом на 31 березня 2011 року:
|          | Загалом | Допрацездатний вік | Працездатний вік | Постпрацездатний вік |
| -------- | ------- | ------------------ | ---------------- | -------------------- |
| Чоловіки | 54      | 14                 | 31               | 9                    |
| Жінки    | 57      | 19                 | 25               | 13                   |
| Разом    | 111     | 33                 | 56               | 22                   |